# Liên kết carbon–carbon
Liên kết carbon–carbon hay liên kết C–C (tiếng Anh: Carbon–carbon bond) là một loại liên kết cộng hóa trị giữa hai nguyên tử carbon. Dạng liên kết phổ biến nhất là liên kết đơn, gồm hai hạt electron dùng chung, mỗi hạt từ một trong hai nguyên tử. Liên kết đơn C–C là liên kết sigma và được hình thành giữa một orbital lai hóa quanh cả hai nguyên tử carbon. Các orbital ở ethan có dạng lai hóa orbital sp3, nhưng vẫn có các liên kết đơn được hình thành giữa các nguyên tử carbon dưới các dạng lai hóa khác (ví dụ: sp2 với sp2). Trên thực tế, các nguyên tử carbon trong liên kết đơn không nhất thiết phải có mức độ lai hóa giống nhau. Chúng cũng có thể hình thành liên kết đôi trong các hợp chất alken hoặc liên kết ba trong các hợp chất alkyn. Một liên kết đôi được hình thành với một orbital lai hóa sp2 và một orbital p không tham gia vào quá trình lai hóa. Một liên kết ba được hình thành với một orbital lai hóa sp và hai orbital p từ mỗi nguyên tử. Các orbital p tạo thành liên kết pi.

## Chuỗi và phân nhánh
Carbon là một trong số ít nguyên tố có thể tạo ra chuỗi dài các nguyên tử của chính nó, một đặc tính được gọi là catenation. Đặc tính này kết hợp với năng lượng liên kết C–C tạo ra một số lượng lớn các dạng phân tử khác nhau. Nhiều loại trong số này là thành phần cấu trúc quan trọng của sự sống, vì vậy các hợp chất carbon còn có một lĩnh vực nghiên cứu riêng: hóa hữu cơ.

2,2,3-trimethylpentan

Phân nhánh phổ biến trong cấu trúc liên kết C–C. Các nguyên tử carbon trong phân tử được phân loại theo số lượng carbon lân cận mà chúng liên kết:
- Carbon bậc một có một carbon liên kết.
- Carbon bậc hai có hai carbon liên kết.
- Carbon bậc ba có ba carbon liên kết.
- Carbon bậc bốn có bốn carbon liên kết.

Trong "các phân tử hữu cơ có cấu trúc phức tạp", chính sự định hướng ba chiều của liên kết C–C tại locus bậc bốn quyết định hình dạng của phân tử. Hơn nữa, locus bậc bốn được tìm thấy trong nhiều phân tử nhỏ có hoạt tính sinh học, chẳng hạn như cortisone và morphin.

## Năng lượng và chiều dài liên kết
Liên kết đơn C–C có năng lượng liên kết yếu hơn C-H, O-H, N-H, H-H, H-Cl, C-F và nhiều liên kết đôi hoặc ba, và tương đương với liên kết C-O, Si-O, P-O và S-H. Dù vậy, liên kết đơn C–C thường được coi là mạnh.
| Liên kết C–C | Phân tử      | Năng lượng phân ly liên kết (kcal/mol) |
| ------------ | ------------ | -------------------------------------- |
| CH3−CH3      | ethan        | 90                                     |
| C6H5−CH3     | toluen       | 102                                    |
| C6H5−C6H5    | biphenyl     | 114                                    |
| CH3C(O)−CH3  | aceton       | 84                                     |
| CH3−CN       | acetonitrile | 136                                    |
| CH3−CH2OH    | ethanol      | 88                                     |

Các giá trị nêu trên biểu thị năng lượng phân ly liên kết C–C thường gặp. Đôi khi vẫn có các ngoại lệ có thể đi chệch khỏi phạm vi này.
| Phân tử                       | Ethan           | Ethylen         | Acetylen       |
| Công thức                     | C2H6            | C2H4            | C2H2           |
| Phân loại                     | alkan           | alken           | alkyn          |
| Cấu trúc                      |                 |                 |                |
| Lai hóa carbon                | sp3             | sp2             | sp             |
| Độ dài liên kết C–C           | 153,5 pm        | 133,9 pm        | 12,3 pm        |
| Tỷ lệ liên kết đơn C–C        | 100%            | 87%             | 78%            |
| Phương pháp xác định cấu trúc | Quang phổ vi ba | Quang phổ vi ba | Phổ hồng ngoại |

## Các trường hợp đặc biệt

### Liên kết đơn C–C dài, yếu
Nhiều trường hợp đặc biệt khác được xác định có liên kết C–C kéo dài. Ví dụ, hợp chất Ph2C=C6H5-CPh3 có một liên kết C–C kéo dài 159,7 picomet. Chính liên kết này có thể đảo ngược và dễ dàng bị phá vỡ ở nhiệt độ phòng trong dung dịch:
Trong phân tử hexakis(3,5-di-tert-butylphenyl)ethan còn yếu hơn nữa, khi năng lượng phân ly liên kết để tạo thành gốc triarylmethyl ổn định chỉ là 8 kcal/mol. Cũng là hậu quả của sự dày đặc trong không gian nghiêm trọng, hexakis(3,5-di-tert-butylphenyl)ethan có liên kết vào trung tâm rất dài với chiều dài 167 pm.

### Liên kết đôi C–C xoắn, yếu
Cấu trúc của tetrakis(dimethylamino)ethylene (TDAE) bị biến dạng rất nhiều. Góc nhị diện của hai đầu N2C là 28º, mặc dù khoảng cách C=C bình thường là 135pm. Hợp chất gần đẳng cấu tetraisopropylethylene cũng có khoảng cách C=C là 135 pm, nhưng lõi C6 của nó có dạng phẳng.

### Liên kết ba C–C ngắn, mạnh
Ở thái cực ngược lại, liên kết đơn C–C trung tâm của diacetylen rất mạnh ở mức 160 kcal/mol, do liên kết đơn nối với hai nguyên tử cacbon lai hóa sp. Liên kết đa C–C nhìn chung mạnh hơn, ví dụ: liên kết đôi của ethylen và liên kết ba của axetylen đã được xác định có năng lượng phân ly liên kết lần lượt là 174 và 230 kcal/mol. Một liên kết ba rất ngắn có chiều dài 115 pm đã được quan sát thấy ở các loại iodonium [HC≡C–I+Ph][CF3SO3–], do phần iodonium hút electron mạnh.